# Gasterfeld (Wolfhagen)
Gasterfeld, aus den Ortsteilen Philippinendorf und Schanze bestehend, ist ein nordwestlicher Stadtteil von Wolfhagen im nordhessischen Landkreis Kassel. Der Stadtteil ist Teil der Gemarkung Wolfhagen.
Im Bereich der Ortschaft befanden sich von 1938 bis 1945 eine Munitionsanstalt der Luftwaffe (Lufthauptmunitionsanstalt Wolfhagen) und von 1960 bis 2008 die Pommern-Kaserne der Bundeswehr.

## Geographische Lage
Gasterfeld liegt am Nordostrand des Langen Walds im Dreieck zwischen der Wolfhager Kernstadt im Südosten, dem südwestlich gelegenen Bühle (zu Bad Arolsen) und dem Wolfhager Stadtteil Viesebeck im Norden. Nördlich wird die Ortschaft, die sich am Westrand des Naturparks Habichtswald auf 280 bis 315,6 m ü. NN befindet, vom Viesebeckerbach passiert, nach Süden fällt die Landschaft zum Dusebach ab.
Gasterfeld besteht aus den örtlich etwas versetzten Siedlungen Philippinendorf (siehe hierzu Philippinenburg und -thal) und Schanze, die von der durch das Dorf führenden Bundesstraße 450 voneinander getrennt sind. Philippinendorf liegt südlich und Schanze nördlich dieser Straße, die Wolfhagen im Südosten und Landau (zu Bad Arolsen) im Westen miteinander verbindet.

## Geschichte
Ortsgeschichte
Der älteste Siedlungsplatz im Bereich der heutigen Ortschaft ist Philippinendorf, das im Jahr 1778 im Rahmen der Siedlungspolitik des hessischen Landgrafen Friedrich II. von Hessen-Kassel von Siedlern aus dem Darmstädter Raum errichtet und nach Friedrichs II. Gattin Philippine von Brandenburg-Schwedt benannt wurde.
Im Rahmen der Aufrüstung der Wehrmacht durch das NS-Regime wählte die deutsche Luftwaffe 1938 das Gasterfelder Holz, einen Teil des Langen Walds, für den Bau einer Munitionsanstalt (kurz Muna) aus, der noch im gleichen Jahr begann. Zugleich wurde ein Gleisanschluss an die Bahnstrecke Volkmarsen–Vellmar-Obervellmar erstellt. Am Südwestrand der Schanze entstand eine Wohnsiedlung mit vier Häusern für Offiziere der Muna. Die Gesamtfläche der Muna betrug etwa 277 ha. Neben den Wohn- und Arbeitsbereichen wurde ein großer Teil dieser Fläche von rund 110 oberirdischen Bunkern zur Lagerung von Munition eingenommen.
Die Luftmunitionsanstalt Wolfhagen diente, wie alle Luftwaffen-Hauptmunitionsanstalten, vorwiegend zur Fertigung von Flakmunition. Hierfür waren eine Arbeitshausgruppe mit Hülsenreinigungsanlage und eine Vielzahl von Lagerhäusern und Werkstattgebäuden im Arbeitsbereich vorhanden. Das Personal der Muna bestand überwiegend aus zivilen Dienstverpflichteten und im Verlauf des Zweiten Weltkrieges zunehmend auch aus Zwangsarbeitern. Unmittelbar vor dem Herannahen amerikanischer Truppen wurden ein Großteil der Bunker und anderen Gebäude der Muna am 31. März 1945 von der sich zurückziehenden deutschen Wehrmacht gesprengt.
In den Nachkriegsjahren wurde ein Teil des Muna-Geländes entmunitioniert. Die noch erhaltenen Gebäude wurden für gewerbliche und Wohnzwecke genutzt. Ab 1948 wurden auf der Schanze weitere Häuser erbaut. Damit entstand in den 1950er Jahren eine eigenständige Siedlung nördlich von Philippinendorf. Die sich abzeichnende Entwicklung der Muna zu einem zivilen Mischgebiet wurde mit der Aufstellung der Bundeswehr im Jahr 1956 jedoch beendet.
Bis 1960 entstand unter Nutzung verbliebener Gebäude der Muna die Pommern-Kaserne. Diese beherbergte bis zu ihrer Schließung am 30. Juni 2008 das Panzerbataillon 54, im Oktober 1981 umbenannt in Panzerbataillon 64 und 2008 aufgelöst, und die Panzerjägerkompanie 50. Von ihrer Aufstellung 1963 bis zu ihrer Verlegung 1966 nach Montabaur war auch die Wach- und Begleitkompanie (6./350) des Raketenartilleriebataillons 350 dort stationiert. Am 5. August 1976 folgte die Stationierung des Panzergrenadierbataillons 341, im Oktober 1981 umbenannt in Panzergrenadierbataillon 62. Neben den Umbenennungen im Zuge der im Oktober 1981 durchgeführten Umstrukturierung in die Heeresstruktur 4 kam es zum gleichen Zeitpunkt und aus dem gleichen Grund auch dazu, dass zwei Kompanien des gemischten Panzerbataillons 61, die 2. und 4. Kompanie, in der Pommern-Kaserne untergebracht waren. Bis zur Schließung war die Kaserne ein wichtiger Wirtschaftsfaktor für die nahegelegene Stadt Wolfhagen. Nach der Demilitarisierung 2008 wurden hier eine Bildungseinrichtung und mehrere mittelständische Unternehmen angesiedelt.
Von der 1989 errichteten Grillhütte am Südrand des Ortsteils Schanze hat man einen bemerkenswerten Blick über das Wolfhager Land. Die Reservistenkameradschaft Wolfhagen, 1983 gegründet, besitzt ein eigenes Vereinshaus auf dem Gelände der ehemaligen Pommern-Kaserne.
Hessische Gebietsreform (1970–1977)
Im Zuge der Gebietsreform in Hessen wurden Philippinendorf und Schanze unter dem Namen Gasterfeld (nach der mittelalterlichen Wüstung Gasterfeld) zusammengefasst und zum 1. März 1972 als einer von vier früheren Wohnplätzen innerhalb der Wolfhagener Gemarkung als neuer Stadtteil benannt. Für Gasterfeld wurde ein Ortsbezirk mit Ortsbeirat und Ortsvorsteher nach der Hessischen Gemeindeordnung eingerichtet.

## Bevölkerung
Einwohnerstruktur 2011
Nach den Erhebungen des Zensus 2011 lebten am Stichtag, dem 9. Mai 2011, in Gasterfeld 204 Einwohner. Darunter waren keine Ausländer. Nach dem Lebensalter waren 21 Einwohner unter 18 Jahren, 90 zwischen 18 und 49, 48 zwischen 50 und 64 und 45 Einwohner waren älter. Die Einwohner lebten in 99 Haushalten. Davon waren 33 Singlehaushalte, 36 Paare ohne Kinder und 24 Paare mit Kindern, sowie 3 Alleinerziehende und 3 Wohngemeinschaften. In 24 Haushalten lebten ausschließlich Senioren und in 66 Haushaltungen lebten keine Senioren.
Einwohnerentwicklung 
Die Stadt Wolfhagen meldete für Dezember 2014 431 Einwohner und für Januar 2020 484 Einwohner mit Hauptwohnsitz in Gasterfeld.

## Politik
Für Gasterfeld besteht ein Ortsbezirk (Gebiete der ehemaligen Gemeinde Gasterfeld) mit Ortsbeirat und Ortsvorsteher nach der Hessischen Gemeindeordnung.
Der Ortsbeirat besteht aus fünf Mitgliedern. Bei den Kommunalwahlen in Hessen 2021 betrug die Wahlbeteiligung zum Ortsbeirat 62,71 %. Alle Kandidaten gehörten der „Gasterfelder Liste“ an. Der Ortsbeirat wählte Joachim Müller zum Ortsvorsteher.